# Juha Ylönen
Juha Petteri Ylönen (* 13. února 1972, Helsinky) je bývalý finský lední hokejista, střední útočník. S finskou reprezentací vyhrál mistrovství světa roku 1995 (historicky první finský titul), získal stříbro na mistrovství světa 2001 a přivezl si bronz z olympijských her v Naganu roku 1998. Byl vítězem kanadského bodování na mistrovství světa 2001 (pět gólů a devět asistencí). Zúčastnil se též MS 1993 (7. místo), MS 1996 (5. místo), MS 2003 (5. místo) a olympijských her v Salt Lake City roku 2002 (6. místo). Finskou nejvyšší soutěž hrál za Hämeenlinnan Pallokerho, Jokerit Helsinky a Espoo Blues. S Jokeritem se stal dvakrát mistrem Finska (1994, 1996). Šest sezón strávil v severoamerické NHL, působil v klubech Phoenix Coyotes, Tampa Bay Lightning a Ottawa Senators. V základní části NHL odehrál 341 zápasů, zaznamenal 102 kanadských bodů a vstřelil 26 branek. Ve vyřazovací části (Stanleyově poháru) přidal dalších 15 utkání a 7 bodů. Po skončení hráčské kariéry se stal trenérem mládeže. V roce 2009 byl uveden do Finské hokejové síně slávy.